# Расејање
Расејање је физички процес када се измени првобитна трајекторија снопа честица под утицајем спољашње силе. Циљ експеримента расејања је одредити структуру честица и особине интеракције између честица које се сударају.
Један од првих чувених експеримената са расејањем било је расејање алфа-честица на језгрима атома за које је Ернест Радерфорд добио Нобелову награду 1925. године.
Данас се експерименти расејања и теорија расејања нашироко користе у физици високих енергија. 

## Експеримент расејања
Најуобичајенија поставка експеримента расејања се састоји од снопа честица које се упућују на непокретну мету. На мети се налази детектор помоћу ког се добија карактеристична слика расејања. Расејање се описује преко диференцијалног и тоталног пресека расејања.
Један од најједноставнијих експеримената расејања је потенцијално расејање. При потенцијалном расејању, упадни сноп честица се третира асимптотски као раван талас који наизлази на спољашњи локализован потенцијал, тј. потенцијал који је различит је од нуле само у делу простора. У таквом разматрању, занемарује се структура честица из снопа и сматра се да је интеракција снопа и потенцијала Кулонова интеракција. Код потенцијалног расејања, трајекторија снопа честица има облик хиперболе.